# Жас Сахна (театр)
Театр «Жас Сахна» имени Байтена Омарова — независимый театр в Алма-Ате, Казахстан.

## История
Театр «Жас Сахна» («Молодая сцена») был создан в 2006 году дочерью казахстанского актёра, режиссёра и педагога Б. В. Омарова. Основу труппы нового театра составили артисты руководимого Омаровым студенческого театра «Жас талант» при актёрском отделении Эстрадно-циркового колледжа имени Елебекова (впоследствии театру было присвоено имя Байтена Омарова). Художественным руководителем театра стал казахстанский актёр и телеведущий Евгений Жуманов.
В 2013 году у театра появилась своя сцена, открытие которой состоялось 27 апреля в рамках международного театрального фестиваля. Первые постоянные спектакли на сцене играла труппа Немецкого драматического театра, а также кукольный театр «Зазеркалье», который потерял свою площадку в 2012 году. В сезоне 2013/14 годов театр обзавёлся собственным репертуаром, включавшим комедию «Беу Кыздарай» и моноспектакль Евгения Жуманова «Падение».
С началом сезона 2014/15 годов театр возглавил Булат Шанин, после чего «Жас Сахна» обзавелась собственным репертуаром, в короткий срок поставив более десятка спектаклей, среди которых пластическая драма без слов «Шинель» по произведению Н. Гоголя, лирическая притча «Лика. Две истории одной любви», пантомима «Эпизоды» и другие.
В начале 2016 года художественным руководителем театра стал таджикский драматург, режиссёр и актёр Барзу Абдураззаков. Вместе с ним в «Жас Сахну» пришла труппа театра «ВТ», по большей части состоявшая из выпускников Казахской национальной академии искусств. Первыми постановками Абдураззакова в новом театре стали драма «Одноклассники. Уроки жизни», комедии «Счастливые нищие» по пьесе К. Гоцци и «Эти свободные бабочки». Кроме того, были восстановлены моноспектакли Евгения Жуманова «Падение» и «Со-общение».
В 2016 году спектакль «Одноклассники. Уроки жизни» был представлен на фестивалях «Встречи в России» и «Откровение».
В сезоне 2016-17 годов был поставлен спектакль «Лавина» по пьесе Т. Джюдженоглу (автор присутствовал на премьере и удостоил постановку высокой оценки), а в следующем сезоне — «Теория нитки. Звериные истории» по пьесе американца Д. Нигро (первая постановка в стране). Последний был создан Барзу Абдураззаковым при участии актёра и режиссёра Виталия Куприянова. При этом «в „Звериных историях“ читается фирменный балаганный стиль Абдураззакова, но Куприянов привносит в спектакль необычную пластику и особую ритмичность». С обоими спектаклями театр становился победителем Республиканского фестиваля драматических театров Казахстана в номинации «Лучшая режиссура».
С 2019 по 2021  в театре работает выпускник  Санкт-Петербургской государственной академии театрального искусства (факультет драматического искусства, режиссёрское отделение, курс профессора Геннадия Тростянецкого) Уланмырза Карыпбаев . Уланмырза Карыпбаев ставит спектакли "Жамиля" по повести Чингиза Айтматова, "Дала заны" и "В ночь лунного затмения" по трагедии Мустая Карима,  "Я, бабушка, Илико и Илларион" по повести Нодара Думбадзе. Спектакль "Жамиля" вошел в список "лучших спектаклей 2019 года" и был отмечен Национальной премией в области искусства и культуры "Тикетон" в номинации "Премьера года".